# Martinice v Krkonoších
Martinice v Krkonoších là một làng thuộc huyện Semily, vùng Liberecký, Cộng hòa Séc.